# Lambert Veenendaal
Drs. Lambert Veenendaal (Heemstede, 10 oktober 1937 – Den Haag, 29 mei 2025) was een Nederlands diplomaat en hoveling. Hij was Nederlands Ambassadeur bij de NAVO in Brussel en van 1998 tot 2002 Grootmeester van het Koninklijk Huis.  Hij was de opvolger van Floor Kist.
Hij is Officier in de Orde van Oranje Nassau en drager van het Erekruis in de Huisorde van Oranje.
De Spaanse koning benoemde hem tot Grootkruis in de Orde van Isabella de Katholieke.
Veenendaal overleed op 87-jarige leeftijd.